# Bijuwar
Bijuwar (nep. बिजुबार) – gaun wikas samiti w zachodniej części Nepalu w strefie Rapti w dystrykcie Pyuthan. Według nepalskiego spisu powszechnego z 2001 roku liczył on 1354 gospodarstw domowych i 6339 mieszkańców (3413 kobiet i 2926 mężczyzn).